# چیلموو
چیلموو (به لهستانی:  Cielmów) یک روستا در لهستان است که در گمینا توپلیتسه واقع شده‌است. چیلموو ۳۴۶ نفر جمعیت دارد.